# Dirhamphis
Dirhamphis é um género botânico pertencente à família Malvaceae.